# Cymindis singularis
Cymindis singularis es una especie de escarabajo de la familia Carabidae.

## Distribución geográfica
Es endémico de Andalucía (España).